# Ruta and Daitya
Ruta and Daitya från 1973 är ett duoalbum med pianisten Keith Jarrett och trumslagaren Jack DeJohnette. Albumet spelades in i maj 1971 i Sunset Studios, Los Angeles.

## Låtlista
All musik är skriven av Keith Jarrett och Jack DeJohnette om inget annat anges.
1. Overture / Communion – 6:00
2. Ruta and Daitya – 11:14
3. All We Got – 2:00
4. Sounds of Peru / Submergence / Awakening – 6:31
5. Algeria – 5:47
6. You Know, You Know (Keith Jarrett) – 7:44
7. Pastel Morning (Keith Jarrett) – 2:04

## Medverkande
- Keith Jarrett – piano, elpiano, orgel, flöjt
- Jack DeJohnette – trummor, slagverk